# Žirafí opera
Žirafí opera je „smutná opera“ české skladatelky Markéty Dvořákové z roku 2001. Napsána byla na téměř nezměněný text stejnojmenné dramatické pohádky francouzského básníka Jacquese Préverta z jeho sbírky Pohádky pro nehodné děti (Contes pour enfants pas sages) v překladu Adolfa a Heleny Kroupových. Její premiéru uvedlo 10. listopadu 2002 pražské Národní divadlo v budově Stavovského divadla v rámci cyklu nových oper „Bušení do železné opony“.

## Vznik, charakteristika a historie
Žirafí opera Markéty Dvořákové vznikla v době, kdy skladatelka studovala na Janáčkově akademii múzických umění v Brně (1998–2003). Námět jí doporučil novinář Ladislav Čumba po poslechů její skladby Nezelený muž na text Hanse Arpa. JAMU tuto operu doporučila do druhého dílu cyklu inscenací nových oper Bušení do železné opony, který ve Státní opeře Praha a následně v Národním divadle v letech 2001 až 2006 pořádali Daniel Dvořák a Jiří Nekvasil. Žirafí opera byla uvedena 10. listopadu 2002 společně s operou Don Juan v pekle Karla Škarky, studenta zpěvu rovněž z JAMU. Inscenace vznikla ve spolupráci Národního divadla s Komorní operou Hudební fakulty JAMU Brno, pěvecky účinkovali studenti JAMU a Konzervatoře Brno a posluchači JAMU spolu s orchestrem Musici boemi rovněž tvořili orchestr, který obě opery doprovázel.
Hudba Žirafí opery je relativně tradicionalistická, Dvořáková v ní uplatňuje svou melodickou invenci. Poměrně krátký, ale již v původní prozaické verzi jazykově vybroušený a zpěvný text je v opeře často až mnohonásobně úryvkovitě opakován – i proto trvá její provedení až čtyřicet minut. Některé motivy se navracejí, zejména průvodní smutná píseň žiraf. Hudba text podbarvuje a podtrhuje jeho význam, přičemž dbá o jeho srozumitelnost. Je často ilustrativní a nevyhýbá se komickým efektům (např. při popisu Dědkovatého dědka nebo tance mouchy tse-tse). Zachovává přitom pohádkovou atmosféru, kterou v premiérovém nastudování podtrhovaly i kostýmy a videoprojekce. I přes omezený počet postav na jevišti má výraznou úlohu tanec. Orchestr je omezen na minimum (8 nebo 12 hráčů) a významnou úlohu v něm hraje rozmanitá skupina bicích nástrojů.
Kritický ohlas na Žirafí operu Markéty Dvořákové byl velmi příznivý. Například kritik časopisu Harmonie Tomáš Kučera ji označil za „skvělou“ a podle operní kritičky Heleny Havlíkové je tato opera – vedle barokně-minimalistických oper Tomáše Hanzlíka a Víta Zouhara – nejživotnějším výsledkem boomu nové české opery kolem roku 2000. Příznivě referoval rovněž Josef Herman v Hudebních rozhledech. Jaroslav Šťastný v časopise HIS Voice zhodnotil Žirafí operu jako „pokus mladistvý a v mnoha ohledech ještě nedozrálý, ale nutno říci, že zdařilý“; hudba Dvořákové se podle něj „sice pohybuje v poměrně konvenčních kolejích […] ale vytváří příjemnou, svěže naivistickou atmosféru dílka“. Kritika (vedle již zmíněných např. Martin Smolka) vedle samotného díla oceňovala jeho hudební i scénické ztvárnění. Markéta Dvořáková byla za Žirafí operu nominována na Cenu Alfréda Radoka za rok 2002 a získala Prémii Nadace Leoše Janáčka za rok 2003 a v témže roce Cenu ministryně školství, mládeže a tělovýchovy.
Žirafí opera je historicky první opera uvedená Národním divadlem a zkomponovaná ženou (viz seznam oper hraných v Prozatímním a Národním divadle).
Po pražské premiéře byla Žirafí opera provedena v témže provedení i v Brně, a to v Bezbariérovém divadle Barka 5., 6. a 7. prosince 2002. V roce 2007 ji nastudovali studenti Janáčkovy konzervatoře v Ostravě; dirigoval Jan Šrubař, režii měla Irena Rozsypalová a choreografii uspořádala Jana Tomsová. Představení zahráli 17. a 18. října v Ostravě a 19. října v Opavě.
Již při tvorbě Žirafí opery Dvořáková konzultovala skladatele Ivo Medka, s nímž pak přímo spolupracovala na svých dalších operách MrTVÁ? (2004), Alice in bed (2013) a Věčná slečna Bledá.

## Osoby a první obsazení

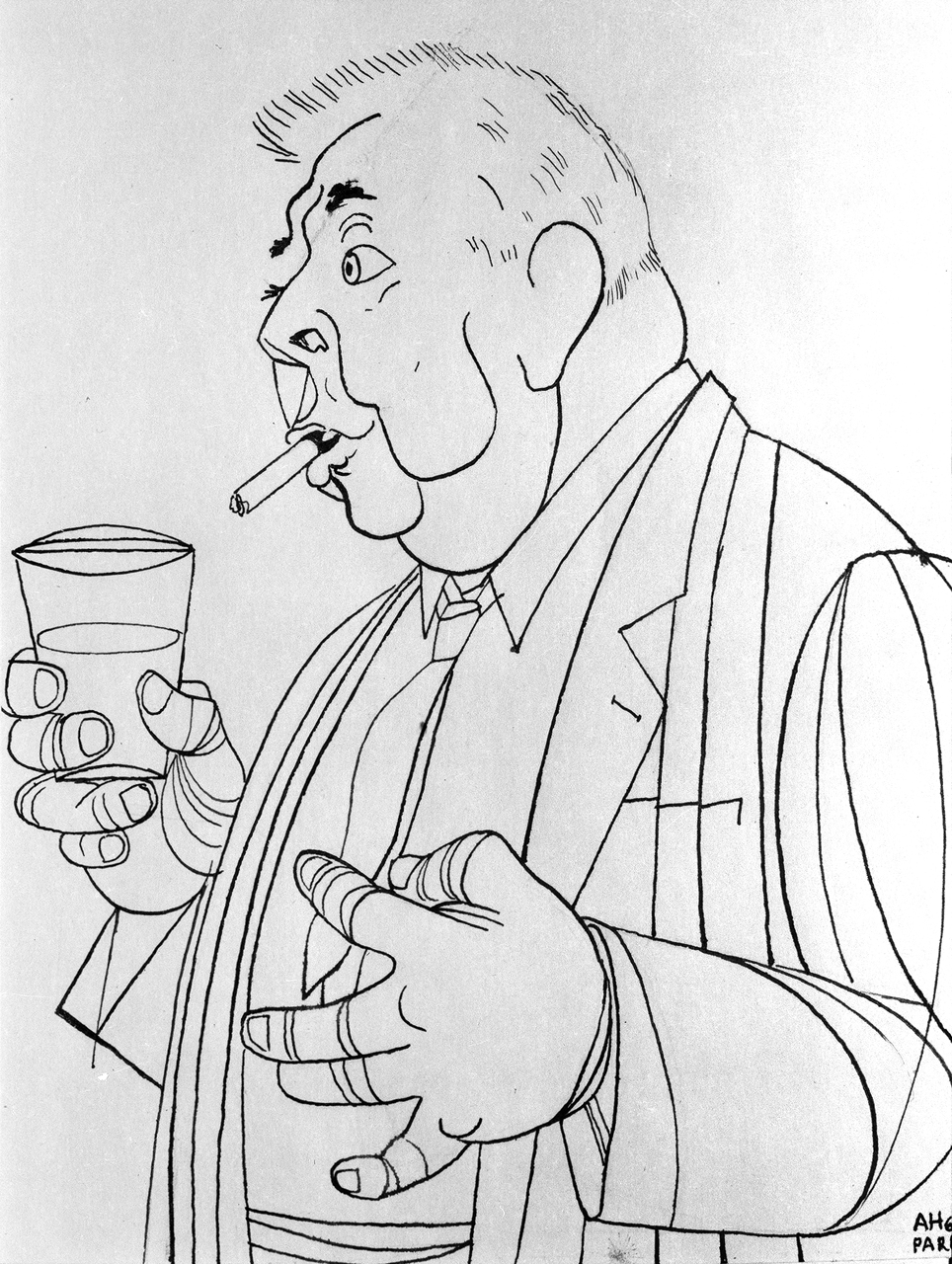
Jacques Prévert, karikatura Adolfa Hoffmeistera z roku 1960

| osoba                                       | hlasový obor         | premiéra (10. listopadu 2002) |
| ------------------------------------------- | -------------------- | ----------------------------- |
| Vypravěčka 1                                | soprán               | Ivana Mikesková               |
| Vypravěčka 2                                | alt                  | Markéta Kubínová              |
| Žirafa 1                                    | soprán               | Hana Šrubařová                |
| Žirafa 2                                    | mezzosoprán          | Hana Šumpíková                |
| Žirafa 3                                    | alt                  | Lucia Duchoňová               |
| Dědkovatý dědek 1                           | bas                  | Pavel Borský                  |
| Dědkovatý dědek 2                           | tenor                | Radek Prügl                   |
| Syn dědkovatého dědka                       | bas                  | Martin Křížka                 |
| Přítel syna                                 | tenor                | Vladimír Brázda               |
| Vypravěč                                    | testo (mluvená role) | Josef Koller                  |
| Moucha tse-tse                              | taneční role         | Markéta Houdková              |
| Žirafa 4                                    | němá role            | Petra Nakládalová             |
| Žirafa 5                                    | němá role            | Veronika Poláčková            |
| Dirigent: Gabriela Piszkaliková(-Tardonová) |                      |                               |
| Režie: Magdalena Krčková(-Švecová)          |                      |                               |
| Scéna: Renata Slánková a Radomil Otýpka     |                      |                               |
| Choreografie: Marie Mrázková                |                      |                               |

## Děj opery
(Předehra) V předehře zaznívá hlavní téma – píseň žiraf. Vypravěči vysvětlují, že žirafy jsou němé, a proto jim jejich píseň zůstává zavřena v hlavě.
(1. obraz) V Africe. Žirafy zpívají svou píseň (Bývaly kdysi žirafy) – bývalo mnoho žiraf, ale brzy nezbude žádná, protože je člověk postřílí. Přítomni jsou lovci: Syn dědkovatého dědka a jeho Přítel. – V Paříži na náměstí Němé ženy. Vypravěči komentují příchod a vzhled Dědkovatého dědka v kabátě ze žirafí kůže.
(2. obraz) Dědkovatý dědek se prochází a prozpěvuje si o svém kabátě. Jak popisují Vypravěči, potkává se přitom s jiným Dědkovatým dědkem. Ten se ho mimo jiné vyptává na syna obchodujícího v koloniích a Dědkovatý dědek se chlubí, že syn obchoduje se žirafami. Druhý Dědkovatý dědek obdivuje jeho syna i kabát. – V tom okamžiku jdou kolem dvě žirafy. Oba Dědkovatí dědci jsou z toho v rozpacích a na záchranu situace zpívají obdivnou a sentimentální píseň o žirafách. Žirafy je minou bez povšimnutí.
(3. obraz) V Africe. Vzduchem létá moucha tse-tse. Syn dědkovatého dědka a jeho Přítel jsou na lovu žiraf; syn žirafy vyvolává k pohybu a jednu zastřelí. Nechává se s ní fotografovat. Pak ale zbledne. Přítel se ho ptá, zda ho bodla moucha; Syn neví, ale klesá na zem vedle mrtvé žirafy a usíná na řadu let. Přítel utíká a moucha ho pronásleduje. – Všichni se vracejí na scénu k finále. Kdo ví, jak to všechno je: „Syn usnul, člověk by řekl, že je mrtev. Žirafa je mrtvá, člověk by řekl, že spí.“

## Instrumentace
Jedna flétna, jeden hoboj, dva fagoty; dvě soupravy bicích nástrojů: vibrafon, troje činely, čtyři temple blocks, hi-hat, dva kravské zvonce, triangl, řehtačka, velký buben, vířivý buben, čtyři tom tomy, bič; troje housle, tři violy.

## Nahrávka
Čtyři úryvky z opery jsou obsaženy na komerčně nedostupném CD Bušení do železné opony I-IV (T-906.506.599-8) z roku 2004. V Archivu Národního divadla se nachází i obrazový záznam celé opery.